# Nirajan Rayamajhi
Nirajan Rayamajhi (en nepalí: निराजन रायमाझी; Katmandú, Nepal; 29 de enero de 1980) es un exfutbolista Nepalés que jugaba en la posición de delantero.

## Carrera

### Club
| Periodo   | Club                    |
| --------- | ----------------------- |
| 1997-2002 | Ranipokhari Corner Team |
| 2002-2003 | Friends Club            |
| 2003-2004 | SC Union 03             |
| 2004-2006 | Friends Club            |
| 2006-2015 | New Road Team           |

### Selección nacional
Debutó con Nepal el 12 de febrero de 2000 a los 21 años en la victoria ante Bután en Hawally, Kuwait por la clasificación para la Copa Asiática 2000, mismo partido en el que anotó su primer gol con la selección nacional.
Se retiraría de la selección nacional en 2010 en un partido amistoso ante Palestina, anotando 13 goles internacionales.

## Estadísticas

### Goles internacionales
| #   | Fecha     | Sede                                       | Rival      | Gol | Resultado | Torneo                                               |
| --- | --------- | ------------------------------------------ | ---------- | --- | --------- | ---------------------------------------------------- |
| 1.  | 12-2-2000 | Mohammed Al-Hamad Stadium, Hawally, Kuwait | Bután      | 3–0 | 3–0       | Clasificación para la Copa Asiática 2000             |
| 2.  | 14-4-2001 | Al-Shaab Stadium, Bagdad                   | Irak       | 1–4 | 1–9       | Clasificación para la Copa Mundial de Fútbol de 2002 |
| 3.  | 16-4-2001 | Al-Shaab Stadium, Bagdad                   | Macao      | 1–0 | 4–1       | Clasificación para la Copa Mundial de Fútbol de 2002 |
| 4.  | 16-4-2001 | Al-Shaab Stadium, Bagdad                   | Macao      | 3–1 | 4–1       | Clasificación para la Copa Mundial de Fútbol de 2002 |
| 5.  | 23-4-2001 | Almaty Central Stadium, Almaty             | Irak       | 2–4 | 2–4       | Clasificación para la Copa Mundial de Fútbol de 2002 |
| 6.  | 25-4-2001 | Almaty Central Stadium, Almaty             | Macao      | 1–0 | 6–1       | Clasificación para la Copa Mundial de Fútbol de 2002 |
| 7.  | 25-4-2001 | Almaty Central Stadium, Almaty             | Macao      | 2–0 | 6–1       | Clasificación para la Copa Mundial de Fútbol de 2002 |
| 8.  | 25-4-2001 | Almaty Central Stadium, Almaty             | Macao      | 4–1 | 6–1       | Clasificación para la Copa Mundial de Fútbol de 2002 |
| 9.  | 13-1-2003 | Bangabandhu National Stadium, Dhaka        | Bután      | 1–0 | 2–0       | 2003 South Asian Football Federation Gold Cup        |
| 10. | 15-1-2003 | Bangbandhu Stadium, Dhaka                  | Maldivas   | 1–0 | 2–3       | 2003 South Asian Football Federation Gold Cup        |
| 11. | 18-3-2003 | Dasharath Rangasala, Katmandú              | Afganistán | 1–0 | 4–0       | Clasificación para la Copa Asiática 2004             |
| 12. | 18-3-2003 | Dasharath Rangasala, Katmandú              | Afganistán | 4–0 | 4–0       | Clasificación para la Copa Asiática 2004             |
| 13. | 7-6-2008  | Rasmee Dhandu Stadium, Malé                | Pakistán   | 2–0 | 4–1       | 2008 SAFF Championship                               |